# Zita Goossens
Zita Goossens (* 28. Juni 2000) ist eine belgische Leichtathletin, die sich auf den Hochsprung spezialisiert hat.

## Sportliche Laufbahn
Erste Erfahrungen bei internationalen Meisterschaften sammelte Zita Goossens im Jahr 2018, als sie bei den U20-Weltmeisterschaften in Tampere mit übersprungenen 1,80 m in der Qualifikationsrunde ausschied. Im Jahr darauf belegte sie bei den U20-Europameisterschaften in Borås mit 1,80 m den elften Platz und 2021 wurde sie bei den U23-Europameisterschaften in Tallinn mit 1,85 m Fünfte.
2021 wurde Goossens belgische Meisterin im Hochsprung. 

## Persönliche Bestleistungen
- Hochsprung: 1,90 m, 27. Juni 2021 in Brüssel
  - Hochsprung (Halle): 1,80 m, 2. März 2019 in Gent